# José Moirt
José Moirt (ur. 16 października 1965) – maurytyjski sztangista i olimpijczyk, z zawodu prawnik.
Moirt wystąpił na Letnich Igrzyskach Olimpijskich 1988 w kategorii do 82,5 kg. Z wynikiem 240 kg w dwuboju zajął 17. miejsce wśród 19 zawodników sklasyfikowanych, wyprzedzając wyłącznie Lopesiego Faagu z Samoa Amerykańskiego i Percy'ego Doherty'ego z Sierra Leone. W rwaniu uzyskał 110 kg i 19. wynik, natomiast podrzut zakończył rezultatem 130 kg, co dało mu 17. pozycję ex aequo z Lopesim Faagu. 